# Hanna Grönvall
Johanna Kristina "Hanna" Grönvall, född 10 december 1879 i Västra Sallerups församling i Malmöhus län, död 22 maj 1953 i Jakobs församling, Stockholm, var en svensk politiker.
Hon var dotter till smedsmästaren Nils Grönvall och Petronella Nilsson. Hon arbetade som hembiträde från 1900 till 1934. Så småningom bosatte hon sig i Stockholm. 
Hon var 1910-1914 sekreterare och 1914—1941 ordförande i Stockholms hembiträdesförening. Med sitt engagemang i socialdemokratin hjälpte hon denna förening att närma sig socialdemokratin och arbetarrörelsen. 
Som ordförande för Stockholms hembiträdesförening tog hon initiativ till bildandet av Hembiträdesföreningarnas centralkommitté 1936.
Grönvall var ledamot av Stockholms stadsfullmäktige (s) 1919–1938, och blev 1933 ledamot i kommittén för utredning av hembiträdenas arbetsförhållanden i Sverige.

### Fotnoter
1. 1 2 3  Svenskt porträttarkiv: 1ha4xkDj-uAAAAAAAAAp9w.[källa från Wikidata]
2. ↑  Stockholms kommunalkalender 1919, Libris-utgåva: 8261824.[källa från Wikidata]
3. ↑  Hembiträdesföreningarnas centralkommitté (läst 29 oktober 2010, ny version läst 10 januari 2011)[död länk]